# Teselado

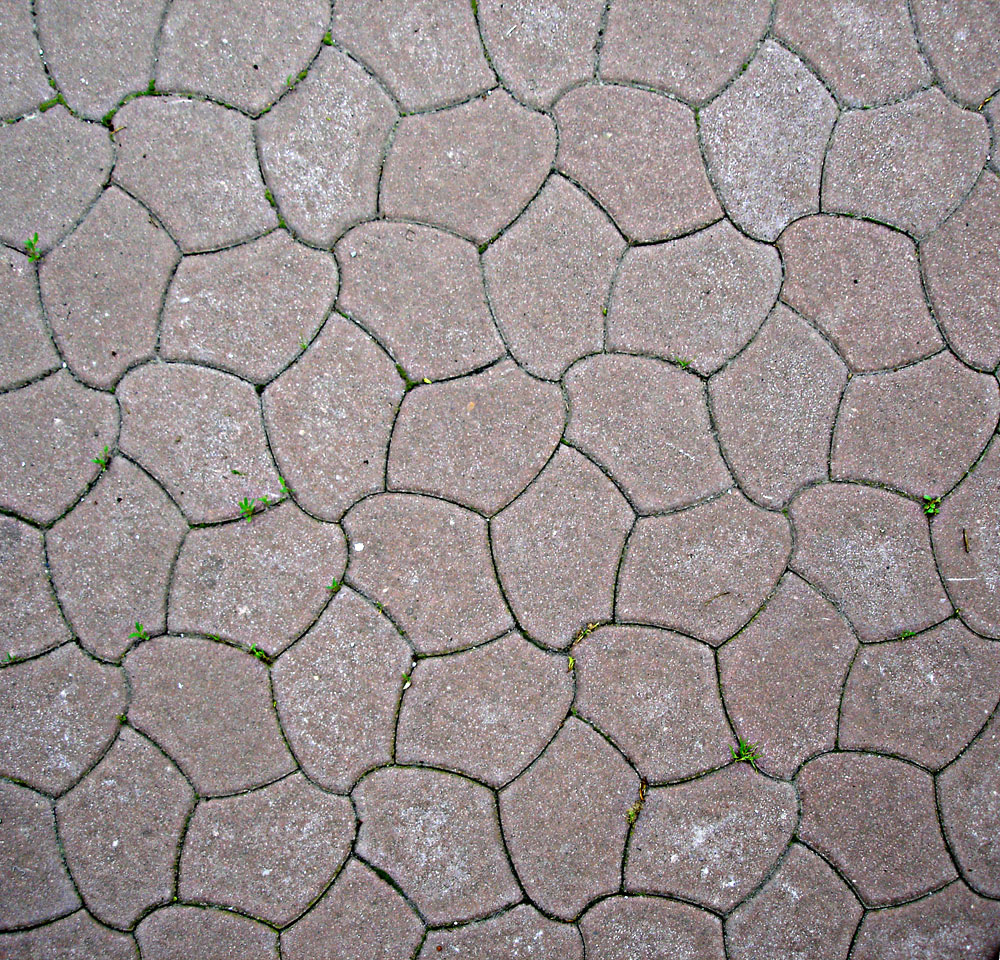
Teselado en el pavimento de una calle

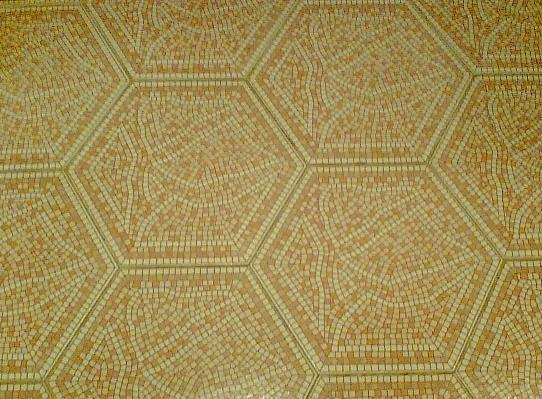
Teselado hexagonal decorando un suelo (Roma)

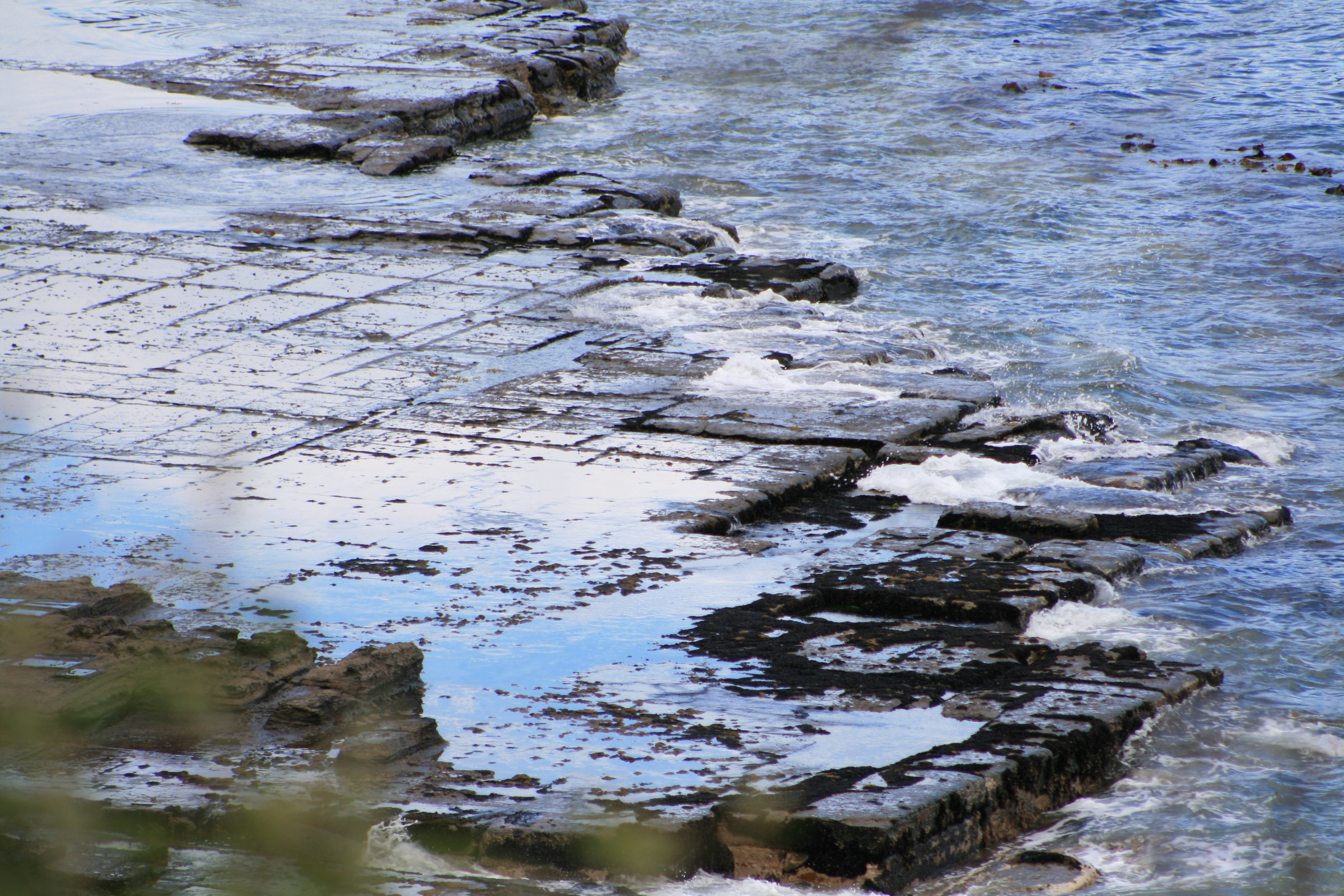
Ejemplo de pavimento teselado natural en la península de Tasman, Tasmania, Australia.

"Los términos teselaciones y teselado hacen referencia a un patrón de figuras geométricas que cubren completamente una superficie plana, cumpliendo dos condiciones fundamentales:
1. No dejar espacios entre las figuras.
2. No superponerse unas con otras.

Los teselados se crean usando copias isométricas de una figura inicial, es decir, copias idénticas de una o diversas piezas o teselas con las cuales se componen figuras para recubrir enteramente una superficie.
Distintas culturas a lo largo de la historia han utilizado esta técnica para formar pavimentos o muros de mosaicos en catedrales y palacios.
- Algunos mosaicos sumerios con varios miles de años de antigüedad contienen regularidades geométricas.
- Arquímedes, en el siglo III a. C., hizo un estudio acerca de los polígonos regulares que pueden cubrir el plano.
- Johannes Kepler, astrónomo alemán, estudió los polígonos regulares que pueden cubrir el plano, en su obra Harmonice mundi, de 1619. Además, realizó estudios en tres dimensiones de los llamados sólidos platónicos.
- Entre 1869 y 1891, el matemático Camille Jordan, el cristalógrafo Evgenii Konstantinovitch Fiodorov y la psicóloga Camila Rial estudiaron completamente las simetrías del plano, e iniciaron así el estudio sistemático y profundo de los teselados.
- Un personaje clave en este tema es el artista neerlandés M. C. Escher (1898-1972), quien, por sugerencia de su amigo el matemático H. S. M. Coxeter, aprendió los teselados hiperbólicos, lo que motivó su interés por el palacio de La Alhambra, en Granada. Llegó a un sinnúmero de bellas, curiosas y misteriosas obras de arte.

Ángulos que comparten un vértice

## Teselados regulares

Teselado a base de triángulos equiláteros

Un teselado regular o teselado con polígonos regulares es un teselado del plano que emplea un solo tipo de polígonos regulares. Estos patrones geométricos han sido ampliamente utilizados con fines decorativos desde la antigüedad.

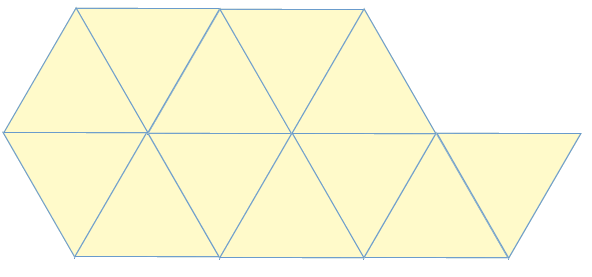
Triángulos equiláteros
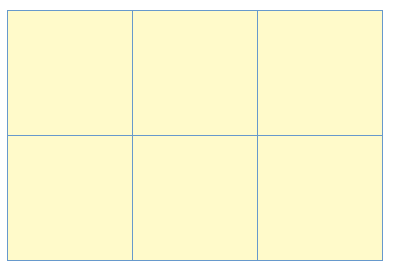
Cuadrados
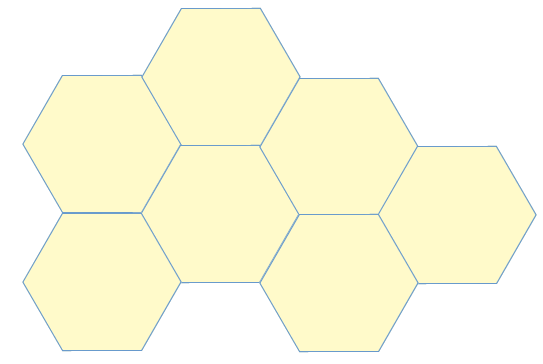
Hexágonos

Ejemplo: Los cuadrados, al tener ángulos de 90°, pueden encajar cuatro por vértice y teselar localmente el entorno de dicho vértice.

## Teselados semirregulares
Son aquellos que contienen dos o más polígonos regulares en su formación.
Un teselado semirregular tiene las siguientes propiedades:
1. Está formado solo por polígonos regulares.
2. La distribución de polígonos es idéntica en cada vértice.
3. Solo existen ocho teselados semirregulares.

4 8 8
3 3 3 4 4
3 3 4 3 4
- 3 3 3 3 6
3 12 12
3 4 6 4
3 6 3 6
4 6 12

Teselados con figuras  semirregulares

4 8 8
3 3 4 3 4
3 3 3 3 6
3 12 12
- 3 4 6 4
- 3 6 3 6
4 6 12
3 4 6 4
3 6 3 6
4 6 12

## Teselados irregulares
Son aquellos formados por polígonos no regulares, pero nunca dejan espacios o fisuras.

### Cuadriláteros
Cualquier paralelogramo tesela, ya que solo deben prolongarse sus lados paralelos y construirse los nuevos paralelogramos congruentes al primero.
Con cualquier cuadrilátero, ya sea cóncavo o convexo, es posible cubrir una superficie plana. En el caso cóncavo es fácil de demostrar, con el teorema de Varignon, que los puntos medios de todo cuadrilátero forman un paralelogramo y luego tesela. Este método se llama método de la malla invisible.

### Triángulos
Con un triángulo escaleno es posible cubrir todo el plano. Esto se verifica formando el paralelogramo correspondiente. En general, cualquier triángulo tesela el plano al construir un paralelogramo de la misma manera.

### Hexágonos
Además de los hexágonos regulares, los hexágonos no regulares con simetría central también teselan el plano. Otros hexágonos no regulares no teselan el plano.

### Teselado de El Cairo

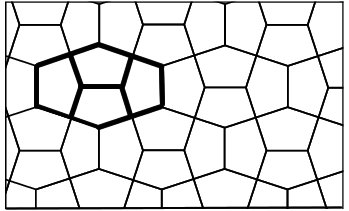
Teselado de El Cairo, Egipto.

Este teselado aparece frecuentemente en las calles de El Cairo, Egipto, y en el arte islámico; de ahí su nombre. Este pentágono posee dos ángulos rectos, un ángulo de 144° y dos ángulos de 108°. Al igual que para todo pentágono, la suma de sus ángulos es de 540°.

### Polígonos cóncavos

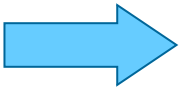
Flecha derecha
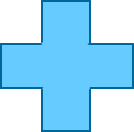
Cruz griega
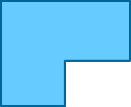
Ángulo himterk
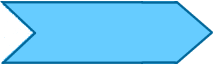
Flecha de pestaña

## Construcción de teselados

### Método “Resta, suma y rota en 180°”
Consiste en dibujar una figura geométrica que por sí sola tesele el plano, como un paralelogramo o un triángulo. Luego, se le van sacando partes de un lado, para luego ponerlas en el lado contrario. Luego se repite esta imagen en veces y se van colocando de modo que encajen perfectamente, utilizando las transformaciones isométricas (traslación, rotación y simetría)

### Isometría
A partir de los movimientos o transformaciones en el plano se pueden lograr diversos diseños.

## Notación
La notación comúnmente empleada para identificar los distintos tipos de teselados se debe a A. P. Rollett y Henry Martyn Cundy. En su libro Modelos matemáticos (1951), los autores proponen una nomenclatura consistente en enumerar en el sentido de las agujas del reloj y, separados mediante puntos, los lados de los polígonos que rodean cada vértice. De esta forma, la nomenclatura de los teselados regulares sería 3.3.3.3.3.3 en el caso de triángulos equiláteros, 4.4.4.4 en el caso de un teselado formado mediante cuadrados y, finalmente, para un teselado compuesto de hexágonos regulares, 6.6.6. Con el objetivo de acortar la notación, se acepta que, cuando el mismo polígono rodea en varias ocasiones el mismo vértice, se indica mediante un superíndice el número de veces que esto sucede. Es decir, la nomenclatura previamente descrita de los teselados regulares pasará a ser 36, 44 y 63, respectivamente. 
Originalmente, la notación fue concebida únicamente para describir teselados regulares pero, en la actualidad, su uso se ha extendido igualmente a teselados semi-regulares. La nomenclatura de los ocho teselados semi-regulares existentes es la que aparece en el apartado correspondiente. Del mismo modo, también se acepta el uso de esta notación para teselados compuestos por polígonos regulares en los que no todos los vértices están rodeados por los mismos polígonos.

## Mallas de doble capa
Las mallas de doble capa son mallas espaciales en la que los nudos se disponen en dos capas o superficies, generalmente paralelas entre sí, y se unen mediante barras situadas bien en uno de los dos planos anteriormente mencionados o en el espacio situado entre ellos. Así, se distingue entre cordón inferior, cordón superior y cordón diagonal. 
Cada uno de los cordones anteriormente mencionados, que compone una malla de doble capa, puede representarse como un teselado, de forma que toda malla de doble capa resulta de la combinación de tres teselados (inferior, superior, diagonal).